# Оптика
Оптиката (от древногръцки ὀπτική – поглед) е дял на физиката, изследващ поведението и свойствата на светлината, нейното взаимодействие с материята, както и изработването на инструменти, които я използват или откриват. Оптиката обикновено описва видимата, инфрачервената и ултравиолетовата светлина. В същото време, тъй като светлината е електромагнитна вълна, други форми на електромагнитно излъчване като рентгеново лъчение, микровълни и радиовълни проявяват подобни свойства.
Повечето оптични явления могат да се обяснят с помощта на класическата електромагнитна теория на светлината. Пълните електромагнитни описания на светлината обаче често са трудни за прилагане на практика. Практическата оптика обикновено се извършва в рамките на опростени модели. Когато разглеждаме свойствата, подобни на частици на светлината, светлината се моделира като съвкупност от частици, наречени „фотони“. Най-често срещаната от тях, геометричната оптика, разглежда светлината като праволинейно разпространяващи се лъчи, които пътуват по прави линии и се пречупват, когато преминават през или се отразяват от повърхности. Към нея спадат явленията отражение, пречупване и диаграми на хода на лъчите в огледала, лещи и оптични инструменти. Вълновата оптика е по-цялостен модел на светлината, който включва вълнови ефекти, като например дифракция и интерференция, които не могат да бъдат обяснени с геометричната оптика.
Напредъкът в електромагнитната теория през 19 век довежда до откритието, че светлинните вълни всъщност са електромагнитно излъчване.
Някои явления зависят от факта, че светлината има както вълнообразни, така и подобни на частици свойства. Обяснението на тези ефекти изисква квантова механика. Квантовата оптика се занимава с прилагането на квантовата механика в оптичните системи и е частта от оптиката, където се проявяват квантовите ефекти на светлината: топлинно излъчване, ефект на Комптън, ефект на Раман и различни фотохимични процеси. Нелинейната оптика изучава взаимодействието на светлинните полета с висок интензитет с веществото.
Оптиката е изучавана в много сродни дисциплини, включително астрономия, различни инженерни области, фотография и медицина (особено офталмология и оптометрия). Практически приложения на оптиката се намират в различни технологии и предмети от ежедневието, включително огледала, лещи, телескопи, микроскопи, лазери и оптични влакна.

## Раздели на оптиката

### Геометрична оптика
Геометричната оптика е раздел от оптиката, изучаващ разпространението на светлината в прозрачни среди и принципите на построяване на изображението при преминаване на светлината през тези среди. Разпространението се счита за праволинейно и се изобразява с помощта на светлинни лъчи. Те представляват теоретичен, а не физичен елемент и са способ за построяване на различните диаграми. Основните явления са отражение и пречупване, което се подчинява на закона на Снелиус. Геометричната оптика изучава изображенията, получени при различни видове огледала и лещи.
От гледна точна на физиците, геометричната оптика представлява допълнение към вълновата оптика и квантовата оптика. Исторически погледнато обаче, геометричната оптика е започнала да се развива още в древността и се е появила много преди останалите.

### Нелинейна оптика
Нелинейна оптика (НЛО) е раздел от оптиката, който изследва явленията при разпространение на светлината в нелинейна среда. В такава среда диелектричната поляризация P не е линейна функция на електричното поле E на светлината. С други думи, атомните осцилатори не реагират линейно на падащите светлинни вълни. Обикновено такава нелинейност се наблюдава при много висок интензитет на светлината, например при лазерите.
В нелинейната оптика се изследват и използват многофотонни процеси, преобразуване на честотата на светлината, принудено предизвикани процеси като комбинационно разсейване на светлината и разсейване на Манделщам – Брилюен, самофокусиране, обръщане на вълновия фронт и др. Създадените въз основа на нелинейната оптика параметрични генератори (с пренастройване на честотата), оптични модулатори, оптични изправители и др. намират приложение в телекомуникациите и фотониката, обработката на информация, спектроскопията и оптичните схеми за изчислителната техника.

### Вълнова оптика
Вълнова оптика, понякога наричана физична оптика е раздел на оптиката, който изучава вълновите явления на светлината като дифракция, интерференция, поляризация, с други думи тези явления, при които геометричната оптика е неприложима.

### Квантова оптика
Квантова оптика се нарича разделът от оптиката, изучаващ явления, в които се проявяват квантовите свойства на светлината. Такива явления са например: топлинното излъчване, фотоелектрическият ефект, ефектът на Комптън, ефектът на Раман, фотохимичните процеси, стимулираното излъчване (и съответно физиката на лазерите) и др.
Квантовата оптика е по-обща теория от класическата оптика. Основният проблем, с чието решаване се занимава, е описание на взаимодействието на светлината с веществото с отчитане на квантовата природа на обектите, а също така и описание на разпространението на светлината в специфични условия. За да стане възможно решаването на тези задачи е необходима да бъдат описани от квантова гледна точка и веществото (средата на разпространение, включително вакуум), и светлината. За по-просто често се прибягва до следните методи: единият компонент на системата (светлината или веществото) се описва като класически обект. Например често при пресмятанията, свързани лазерните среди се квантува само състоянието на активната среда, а резонаторът се счита за класически. В случай обаче че дължината на резонатора е от порядъка на дължината на вълната, то той вече не може да се приеме за класически и поведението на атома във възбудено състояние, поставен в такъв резонатор, ще е много по-сложно.

## Приложение
Оптиката е в основата на работата на всички фотоапарати и видеокамери. Оптика се използва при телескопите, оптични измервателни устройства и оптичните кабели за пренос на данни.